# Marie Dorotea Württemberská
Marie Dorotea Luisa Württemberská (německy: Maria Dorothea Luise Wilhelmine Karoline von Württemberg; 1. listopadu 1797 Karlovice, Pruské Slezsko – 30. března 1855 Budín) byla rodem princezna württemberská a sňatkem rakouská arcivévodkyně.

## Původ
Byla nejstarší dcerou württemberského vévody Ludvíka Fridricha a jeho druhé ženy, kněžny Henriety, dcery Karla Kristiána Nasavsko-Weilburského. Její výchova probíhala v přísně puritánském, luteránsko-evangelickém duchu. Učila se teologii, četla řecky a latinsky, ale také anglicky a francouzsky. Měla tři mladší sestry a bratra. Sestra Pavlína se provdala za würtemberského krále Viléma I. Její sestřenicí z matčiny strany byla např. Hermína, druhá manželka Josefa Antonína.

## Manželství a život v Uhrách
Na zámku v Kirchheimu se 24. srpna 1819 provdala za dvakrát ovdovělého uherského palatina Josefa Antonína (1776–1847). Po svatbě zůstala věrna své víře a podporovala evangelické kazatele. Jejími hosty často bývali kazatel evangelické obce v Pešti, básník a spisovatel Jószef Székács a Pál Török. Mezi jejími důvěrníky byli kazatel v Soproni, G. Bauhofer a G. A. Wimmer z Felsö-Lövö. Evangelického kazatele Jánose Zapfa pověřila roku 1846 sbíráním pramenů k dějinám protestantismu v Uhrách. Založila evangelickou obec a v hradní části Budína nechala postavit kostel. Věnovala se dobročinnostem a v roce 1828 v Pešti založila „Andělskou zahradu“, první dětský domov v Uhrách.

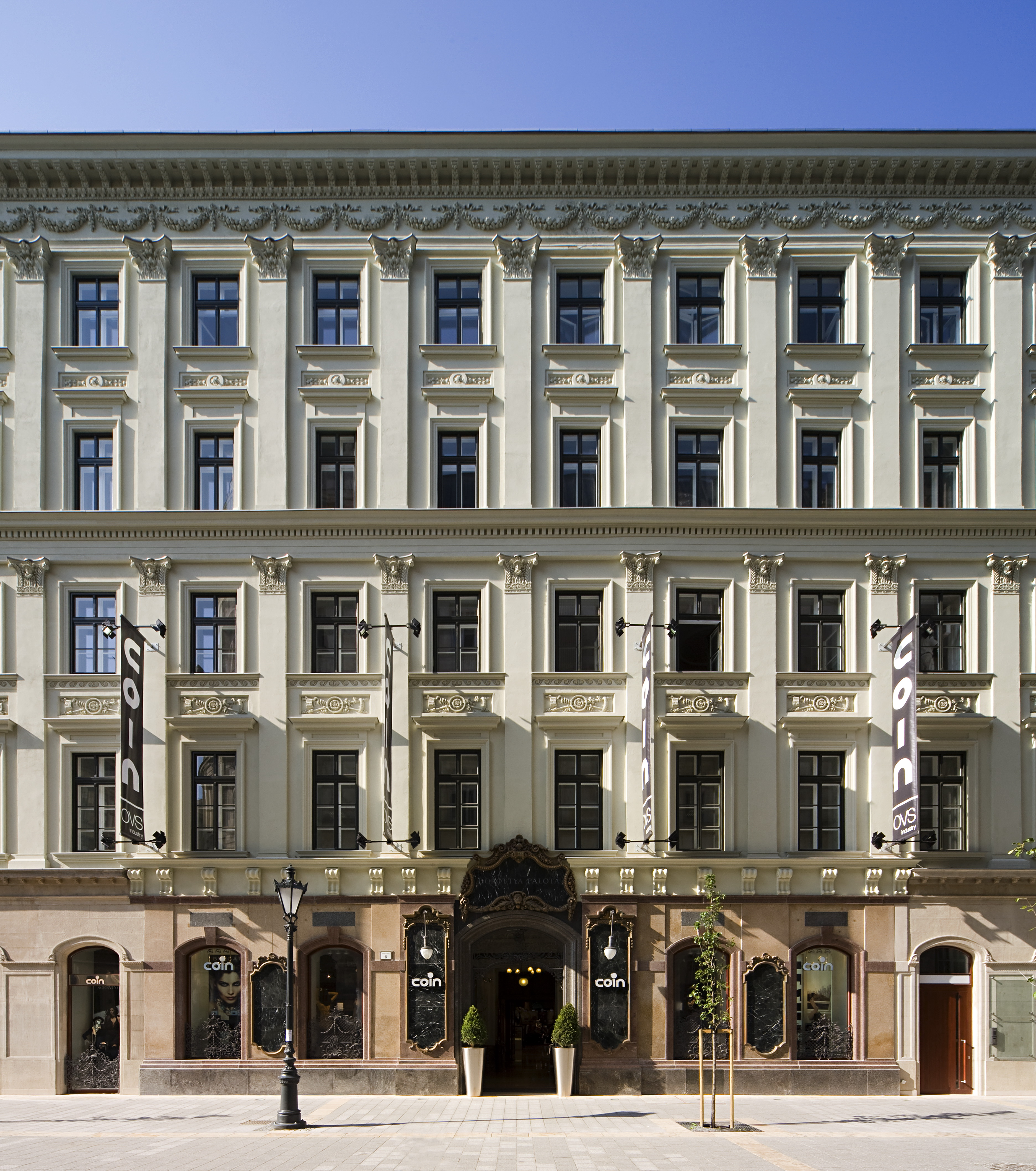
Palác Dorottya v centru Budapešti

Po smrti svého muže roku 1847, nesměla vychovávat syna Josefa a byla donucena opustit Uhry. Žila ve vídeňském Augartenu, kde jí sledovala policie. Do Uher mohla pouze na zvláštní povolení, nebo na vlastní riziko. V roce 1849 se nakrátko ujala výchovy své vnučky Marie Terezy. Zemřela 30. března 1855 v Uhrách při návštěvě své těhotné nejstarší dcery Alžběty Františky. Byla pohřbena o čtyři dny později do palatinské hrobky na Budínském hradě po boku svého manžela.
V 5. obvodu v centru Budapešti je po ní od roku 1837 pojmenována ulice a palác, kde sídlí muzeum voskových figurín Madame Tussauds. 

## Potomci
S manželem měla Marie Dorotea pět dětí. Matkou byla i Hermíně a Štěpánovi, dětem z předchozího Josefova manželství.
- 1. Františka Marie Alžběta (30. 7. 1820 Budín – 23. 8. 1820 tamtéž)[5]
- 2. Alexandr (6. 6. 1825 Budín – 12. 11. 1837 tamtéž)[6]
- 3. Alžběta Františka Marie (17. 1. 1831 Budín – 14. 2. 1903 Vídeň)[7]
I. ⚭ 1847 Ferdinand Karel Viktor Rakouský-Este (20. 7. 1821 Modena – 15. 12. 1849 Brno)[8]
II. ⚭ 1854 Karel Ferdinand Rakousko-Těšínský (29. 7. 1818 Vídeň – 20. 11. 1874 Židlochovice)[9]
- 4. Josef Karel Ludvík (2. 3. 1833 Prešpurk – 13. 6. 1905 Rijeka), ⚭ 1864 Klotylda Sasko-Kobursko-Saalfeldská (8. 7. 1846 Neuilly-sur-Seine – 3. 6. 1927 Alcsútdoboz)[7]
- 5. Marie Jindřiška (23. 8. 1836 Budín – 19. 9. 1902 Spa), ⚭ 1853 Leopold II. Belgický (9. 4. 1835 Brusel – 17. 12. 1909 Laeken), belgický král od roku 1865 až do své smrti[7]

Pečovala i o dvě děti z manželova předchozího manželství, Hermínu a Štěpána.

## Vývod z předků
|                                   |                                       |  |                                |                                                       |  |  |  |  |  |  |  | Fridrich Karel Württembersko-Winnentalský |
|                                   |                                       |  |                                |                                                       |  |  |  |  |  |  |  |                                           |
|                                   | Karel Alexandr Württemberský          |  |                                |                                                       |  |  |  |  |  |  |  |                                           |
|                                   |                                       |  |                                |                                                       |  |  |  |  |  |  |  |                                           |
|                                   |                                       |  |                                | Eleonora Juliana Braniborsko-Ansbašská                |  |  |  |  |  |  |  |                                           |
|                                   |                                       |  |                                |                                                       |  |  |  |  |  |  |  |                                           |
|                                   | Fridrich II. Evžen Württemberský      |  |                                |                                                       |  |  |  |  |  |  |  |                                           |
|                                   |                                       |  |                                |                                                       |  |  |  |  |  |  |  |                                           |
|                                   |                                       |  |                                | Anselm František Thurn-Taxis                          |  |  |  |  |  |  |  |                                           |
|                                   |                                       |  |                                |                                                       |  |  |  |  |  |  |  |                                           |
|                                   | Marie Augusta Thurn-Taxis             |  |                                |                                                       |  |  |  |  |  |  |  |                                           |
|                                   |                                       |  |                                |                                                       |  |  |  |  |  |  |  |                                           |
|                                   |                                       |  |                                | Maria Ludovika Anna Františka Lobkowiczková           |  |  |  |  |  |  |  |                                           |
|                                   |                                       |  |                                |                                                       |  |  |  |  |  |  |  |                                           |
|                                   | Ludvík Württemberský                  |  |                                |                                                       |  |  |  |  |  |  |  |                                           |
|                                   |                                       |  |                                |                                                       |  |  |  |  |  |  |  |                                           |
|                                   |                                       |  |                                | Filip Vilém Braniborsko-Schwedtský                    |  |  |  |  |  |  |  |                                           |
|                                   |                                       |  |                                |                                                       |  |  |  |  |  |  |  |                                           |
|                                   | Fridrich Vilém Braniborsko-Schwedtský |  |                                |                                                       |  |  |  |  |  |  |  |                                           |
|                                   |                                       |  |                                |                                                       |  |  |  |  |  |  |  |                                           |
|                                   |                                       |  |                                | Jana Šarlota Anhaltsko-Desavská                       |  |  |  |  |  |  |  |                                           |
|                                   |                                       |  |                                |                                                       |  |  |  |  |  |  |  |                                           |
|                                   | Bedřiška Braniborsko-Schwedtská       |  |                                |                                                       |  |  |  |  |  |  |  |                                           |
|                                   |                                       |  |                                |                                                       |  |  |  |  |  |  |  |                                           |
|                                   |                                       |  |                                | Fridrich Vilém I.                                     |  |  |  |  |  |  |  |                                           |
|                                   |                                       |  |                                |                                                       |  |  |  |  |  |  |  |                                           |
|                                   | Žofie Dorota Pruská                   |  |                                |                                                       |  |  |  |  |  |  |  |                                           |
|                                   |                                       |  |                                |                                                       |  |  |  |  |  |  |  |                                           |
|                                   |                                       |  |                                | Žofie Dorotea Hannoverská                             |  |  |  |  |  |  |  |                                           |
|                                   |                                       |  |                                |                                                       |  |  |  |  |  |  |  |                                           |
| Marie Dorotea Luisa Württemberská |                                       |  |                                |                                                       |  |  |  |  |  |  |  |                                           |
|                                   |                                       |  |                                |                                                       |  |  |  |  |  |  |  |                                           |
|                                   |                                       |  | Jan Arnošt Nasavsko-Weilburský |                                                       |  |  |  |  |  |  |  |                                           |
|                                   |                                       |  |                                |                                                       |  |  |  |  |  |  |  |                                           |
|                                   | Karel August Nasavsko-Weilburský      |  |                                |                                                       |  |  |  |  |  |  |  |                                           |
|                                   |                                       |  |                                |                                                       |  |  |  |  |  |  |  |                                           |
|                                   |                                       |  |                                | Marie Polyxena Leiningensko-Hartenburská              |  |  |  |  |  |  |  |                                           |
|                                   |                                       |  |                                |                                                       |  |  |  |  |  |  |  |                                           |
|                                   | Karel Kristián Nasavsko-Weilburský    |  |                                |                                                       |  |  |  |  |  |  |  |                                           |
|                                   |                                       |  |                                |                                                       |  |  |  |  |  |  |  |                                           |
|                                   |                                       |  |                                | Jiří August Samuel Nasavsko-Saarbrückensko-Idsteinský |  |  |  |  |  |  |  |                                           |
|                                   |                                       |  |                                |                                                       |  |  |  |  |  |  |  |                                           |
|                                   | Augusta Friederika z Nassau-Idsteinu  |  |                                |                                                       |  |  |  |  |  |  |  |                                           |
|                                   |                                       |  |                                |                                                       |  |  |  |  |  |  |  |                                           |
|                                   |                                       |  |                                | Henrietta Dorota Öttingenská                          |  |  |  |  |  |  |  |                                           |
|                                   |                                       |  |                                |                                                       |  |  |  |  |  |  |  |                                           |
|                                   | Henrietta Nasavsko-Weilburská         |  |                                |                                                       |  |  |  |  |  |  |  |                                           |
|                                   |                                       |  |                                |                                                       |  |  |  |  |  |  |  |                                           |
|                                   |                                       |  |                                | Jan Vilém Friso                                       |  |  |  |  |  |  |  |                                           |
|                                   |                                       |  |                                |                                                       |  |  |  |  |  |  |  |                                           |
|                                   | Vilém IV. Oranžský                    |  |                                |                                                       |  |  |  |  |  |  |  |                                           |
|                                   |                                       |  |                                |                                                       |  |  |  |  |  |  |  |                                           |
|                                   |                                       |  |                                | Marie Luisa Hesensko-Kasselská                        |  |  |  |  |  |  |  |                                           |
|                                   |                                       |  |                                |                                                       |  |  |  |  |  |  |  |                                           |
|                                   | Karolína Oranžsko-Nasavská            |  |                                |                                                       |  |  |  |  |  |  |  |                                           |
|                                   |                                       |  |                                |                                                       |  |  |  |  |  |  |  |                                           |
|                                   |                                       |  |                                | Jiří II.                                              |  |  |  |  |  |  |  |                                           |
|                                   |                                       |  |                                |                                                       |  |  |  |  |  |  |  |                                           |
|                                   | Anna Hannoverská                      |  |                                |                                                       |  |  |  |  |  |  |  |                                           |
|                                   |                                       |  |                                |                                                       |  |  |  |  |  |  |  |                                           |
|                                   |                                       |  |                                | Karolina z Ansbachu                                   |  |  |  |  |  |  |  |                                           |
|                                   |                                       |  |                                |                                                       |  |  |  |  |  |  |  |                                           |